# 24 uur van Le Mans 1992

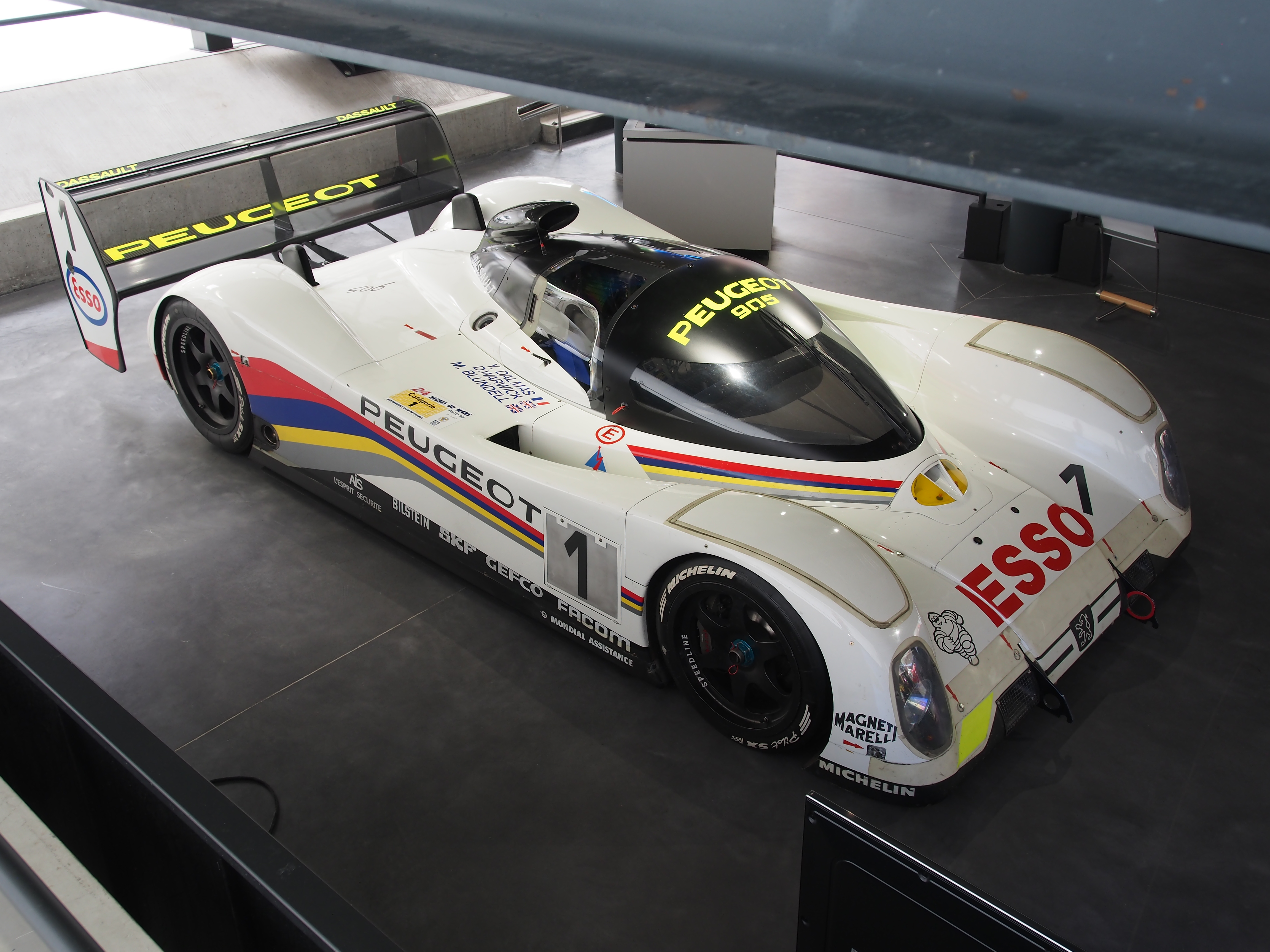
De winnende auto: de Peugeot 905 Evo 1B #1.

De 24 uur van Le Mans 1992 was de 60e editie van deze endurancerace. De race werd verreden op 20 en 21 juni 1992 op het Circuit de la Sarthe nabij Le Mans, Frankrijk.
De race werd gewonnen door de Peugeot Talbot Sport #1 van Derek Warwick, Yannick Dalmas en Mark Blundell. Zij behaalden allemaal hun eerste Le Mans-zege. De C2-klasse werd gewonnen door de Trust Racing Team #35 van Stefan Johansson, George Fouché en Steven Andskär. De C3-klasse werd gewonnen door de Courage Compétition #54 van Bob Wollek, Henri Pescarolo en Jean-Louis Ricci.

## Race
Winnaars in hun klasse zijn vetgedrukt. Auto's die minder dan 70% van de afstand van de winnaar (246 ronden) hadden afgelegd werden niet geklasseerd. De kwalificatietijden van de #60 Team MP Racing werden hen afgenomen omdat hun auto na afloop van de kwalificatie te licht bevonden was.
| Pos. | Klasse | No. | Team                                         | Coureurs                                                           | Chassis                            | Banden | Ronden |
| Pos. | Klasse | No. | Team                                         | Coureurs                                                           | Motor                              | Banden | Ronden |
| ---- | ------ | --- | -------------------------------------------- | ------------------------------------------------------------------ | ---------------------------------- | ------ | ------ |
| 1    | C1     | 1   | Peugeot Talbot Sport                         | Derek Warwick Yannick Dalmas Mark Blundell                         | Peugeot 905 Evo 1B                 | M      | 352    |
| 1    | C1     | 1   | Peugeot Talbot Sport                         | Derek Warwick Yannick Dalmas Mark Blundell                         | Peugeot SA35 3.5L V10              | M      | 352    |
| 2    | C1     | 33  | Toyota Team Tom's                            | Masanori Sekiya Pierre-Henri Raphanel Kenny Acheson                | Toyota TS010                       | G      | 346    |
| 2    | C1     | 33  | Toyota Team Tom's                            | Masanori Sekiya Pierre-Henri Raphanel Kenny Acheson                | Toyota RV10 3.5L V10               | G      | 346    |
| 3    | C1     | 2   | Peugeot Talbot Sport                         | Mauro Baldi Philippe Alliot Jean-Pierre Jabouille                  | Peugeot 905 Evo 1B                 | M      | 345    |
| 3    | C1     | 2   | Peugeot Talbot Sport                         | Mauro Baldi Philippe Alliot Jean-Pierre Jabouille                  | Peugeot SA35 3.5L V10              | M      | 345    |
| 4    | C1     | 5   | Mazdaspeed Co. Ltd. Oreca                    | Johnny Herbert Volker Weidler Bertrand Gachot Maurizio Sandro Sala | Mazda MXR-01                       | M      | 336    |
| 4    | C1     | 5   | Mazdaspeed Co. Ltd. Oreca                    | Johnny Herbert Volker Weidler Bertrand Gachot Maurizio Sandro Sala | Mazda (Judd) MV10 3.5L V10         | M      | 336    |
| 5    | C2     | 35  | Trust Racing Team                            | Stefan Johansson George Fouché Steven Andskär                      | Toyota 92C-V                       | D      | 336    |
| 5    | C2     | 35  | Trust Racing Team                            | Stefan Johansson George Fouché Steven Andskär                      | Toyota R36V 3.6L Turbo V8          | D      | 336    |
| 6    | C3     | 54  | Courage Compétition                          | Bob Wollek Henri Pescarolo Jean-Louis Ricci                        | Cougar C28LM                       | G      | 335    |
| 6    | C3     | 54  | Courage Compétition                          | Bob Wollek Henri Pescarolo Jean-Louis Ricci                        | Porsche Type-935 3.0L Turbo Flat-6 | G      | 335    |
| 7    | C3     | 51  | Kremer Porsche Racing                        | Manuel Reuter John Nielsen Giovanni Lavaggi                        | Porsche 962CK6                     | Y      | 334    |
| 7    | C3     | 51  | Kremer Porsche Racing                        | Manuel Reuter John Nielsen Giovanni Lavaggi                        | Porsche Type-935 3.0L Turbo Flat-6 | Y      | 334    |
| 8    | C1     | 8   | Toyota Team Tom's                            | Jan Lammers Andy Wallace Teo Fabi                                  | Toyota TS010                       | G      | 331    |
| 8    | C1     | 8   | Toyota Team Tom's                            | Jan Lammers Andy Wallace Teo Fabi                                  | Toyota RV10 3.5L V10               | G      | 331    |
| 9    | C2     | 34  | Toyota Team Tom's Kitz Racing Team with SARD | Roland Ratzenberger Eje Elgh Eddie Irvine                          | Toyota 92C-V                       | B      | 321    |
| 9    | C2     | 34  | Toyota Team Tom's Kitz Racing Team with SARD | Roland Ratzenberger Eje Elgh Eddie Irvine                          | Toyota R36V 3.6L Turbo V8          | B      | 321    |
| 10   | C3     | 67  | Obermaier Racing GmbH                        | Otto Altenbach Jürgen Lässig Pierre Yver                           | Porsche 962C                       | G      | 297    |
| 10   | C3     | 67  | Obermaier Racing GmbH                        | Otto Altenbach Jürgen Lässig Pierre Yver                           | Porsche Type-935 3.0L Turbo Flat-6 | G      | 297    |
| 11   | C3     | 52  | Kremer Porsche Racing                        | Robin Donovan Charles Rickett Almo Coppelli                        | Porsche 962CK6                     | Y      | 297    |
| 11   | C3     | 52  | Kremer Porsche Racing                        | Robin Donovan Charles Rickett Almo Coppelli                        | Porsche Type-935 3.0L Turbo Flat-6 | Y      | 297    |
| 12   | C3     | 53  | ADA Engineering                              | Derek Bell Justin Bell Tiff Needell                                | Porsche 962C GTi                   | G      | 284    |
| 12   | C3     | 53  | ADA Engineering                              | Derek Bell Justin Bell Tiff Needell                                | Porsche Type-935 3.0L Turbo Flat-6 | G      | 284    |
| 13   | C1     | 4   | Euro Racing                                  | Heinz-Harald Frentzen Charles Zwolsman Shunji Kasuya               | Lola T92/10                        | M      | 271    |
| 13   | C1     | 4   | Euro Racing                                  | Heinz-Harald Frentzen Charles Zwolsman Shunji Kasuya               | Judd GV10 3.5L V10                 | M      | 271    |
| 14   | C1     | 22  | Chamberlain Engineering                      | Ferdinand de Lesseps Richard Piper Olindo Iacobelli                | Spice SE89C                        | G      | 258    |
| 14   | C1     | 22  | Chamberlain Engineering                      | Ferdinand de Lesseps Richard Piper Olindo Iacobelli                | Ford Cosworth DFZ 3.5L V8          | G      | 258    |
| NC   | C1     | 36  | Chamberlain Engineering                      | Jun Harada Kenta Shimamura Tomiko Yoshikawa                        | Spice SE89C                        | G      | 160    |
| NC   | C1     | 36  | Chamberlain Engineering                      | Jun Harada Kenta Shimamura Tomiko Yoshikawa                        | Ford Cosworth DFZ 3.5L V8          | G      | 160    |
| NC   | C4     | 66  | Éric Bellefroid Ren Car                      | Walter Breuer Marc Alexandre Frank de Vita                         | Orion LM                           | M      | 78     |
| NC   | C4     | 66  | Éric Bellefroid Ren Car                      | Walter Breuer Marc Alexandre Frank de Vita                         | Peugeot 1.9L I4                    | M      | 78     |
| DNF  | C1     | 31  | Peugeot Talbot Sport                         | Karl Wendlinger Eric van de Poele Alain Ferté                      | Peugeot 905 Evo 1B                 | M      | 208    |
| DNF  | C1     | 31  | Peugeot Talbot Sport                         | Karl Wendlinger Eric van de Poele Alain Ferté                      | Peugeot SA35 3.5L V10              | M      | 208    |
| DNF  | C1     | 7   | Toyota Team Tom's                            | Geoff Lees David Brabham Ukyo Katayama                             | Toyota TS010                       | G      | 192    |
| DNF  | C1     | 7   | Toyota Team Tom's                            | Geoff Lees David Brabham Ukyo Katayama                             | Toyota RV10 3.5L V10               | G      | 192    |
| DNF  | C1     | 21  | Action Formula                               | Luigi Taverna Alessandro Gini John Sheldon                         | Spice SE90C                        | G      | 150    |
| DNF  | C1     | 21  | Action Formula                               | Luigi Taverna Alessandro Gini John Sheldon                         | Ford Cosworth DFZ 3.5L V8          | G      | 150    |
| DNF  | C3     | 56  | Courage Compétition                          | Tomás Saldaña Denis Morin Jean-François Yvon                       | Cougar C28LM                       | G      | 142    |
| DNF  | C3     | 56  | Courage Compétition                          | Tomás Saldaña Denis Morin Jean-François Yvon                       | Porsche Type-935 3.0L Turbo Flat-6 | G      | 142    |
| DNF  | C1     | 6   | Mazdaspeed Co. Ltd. Oreca                    | Maurizio Sandro Sala Takashi Yorino Yojiro Terada                  | Mazda MXR-01                       | M      | 124    |
| DNF  | C1     | 6   | Mazdaspeed Co. Ltd. Oreca                    | Maurizio Sandro Sala Takashi Yorino Yojiro Terada                  | Mazda (Judd) MV10 3.5L V10         | M      | 124    |
| DNF  | C1     | 29  | Team S.C.I.                                  | Ranieri Randaccio Vito Veninata Stefano Sebastiani                 | Tiga GC288                         | G      | 101    |
| DNF  | C1     | 29  | Team S.C.I.                                  | Ranieri Randaccio Vito Veninata Stefano Sebastiani                 | Ford Cosworth DFL 3.3L V8          | G      | 101    |
| DNF  | C3     | 68  | Equipe Alméras-Chotard                       | Jean-Marie Alméras Jacques Alméras Max Cohen-Olivar                | Porsche 962C                       | G      | 85     |
| DNF  | C3     | 68  | Equipe Alméras-Chotard                       | Jean-Marie Alméras Jacques Alméras Max Cohen-Olivar                | Porsche Type-935 3.0L Turbo Flat-6 | G      | 85     |
| DNF  | C3     | 55  | Courage Compétition                          | Pascal Fabre Lionel Robert Marco Brand                             | Cougar C28LM                       | G      | 77     |
| DNF  | C3     | 55  | Courage Compétition                          | Pascal Fabre Lionel Robert Marco Brand                             | Porsche Type-935 3.0L Turbo Flat-6 | G      | 77     |
| DNF  | C1     | 3   | Euro Racing                                  | Jesús Pareja Cor Euser Charles Zwolsman                            | Lola T92/10                        | M      | 50     |
| DNF  | C1     | 3   | Euro Racing                                  | Jesús Pareja Cor Euser Charles Zwolsman                            | Judd GV10 3.5L V10                 | M      | 50     |
| DNF  | C4     | 58  | Welter Racing                                | Patrick Gonin Didier Artzet Pierre Petit                           | WR LM92                            | M      | 42     |
| DNF  | C4     | 58  | Welter Racing                                | Patrick Gonin Didier Artzet Pierre Petit                           | Peugeot 1.9L I4                    | M      | 42     |
| DNF  | C4     | 61  | Didier Bonnet Autoracing                     | Didier Bonnet Gérard Tremblay Jacques Heuclin                      | Debora SP92                        | P      | 25     |
| DNF  | C4     | 61  | Didier Bonnet Autoracing                     | Didier Bonnet Gérard Tremblay Jacques Heuclin                      | Alfa Romeo 3.0L V6                 | P      | 25     |
| DNF  | C1     | 9   | British Racing Motors                        | Wayne Taylor Harri Toivonen Richard Jones                          | BRM P351                           | G      | 20     |
| DNF  | C1     | 9   | British Racing Motors                        | Wayne Taylor Harri Toivonen Richard Jones                          | BRM (Weslake) 3.5L V12             | G      | 20     |
| DNS  | C1     | 30  | TDR Spice Racing                             | Chris Hodgetts François Migault Thierry Lecerf                     | Spice SE90C                        | M      | 0      |
| DNS  | C1     | 30  | TDR Spice Racing                             | Chris Hodgetts François Migault Thierry Lecerf                     | Ford Cosworth DFZ 3.5 V8           | M      | 0      |
| DNQ  | C2     | 60  | Team MP Racing                               | Marc Pachot Raymond Touroul Didier Cadarec                         | ALD C289                           | M      | 0      |
| DNQ  | C2     | 60  | Team MP Racing                               | Marc Pachot Raymond Touroul Didier Cadarec                         | Peugeot PRV 3.0L V6                | M      | 0      |

1923 · 1924 · 1925 · 1926 · 1927 · 1928 · 1929 · 1930 · 1931 · 1932 · 1933 · 1934 · 1935 · 1936 · 1937 · 1938 · 1939 · 1940 - 1948 · 1949 · 1950 · 1951 · 1952 · 1953 · 1954 · 1955 (Ramp) · 1956 · 1957 · 1958 · 1959 · 1960 · 1961 · 1962 · 1963 · 1964 · 1965 · 1966 · 1967 · 1968 · 1969 · 1970 · 1971 · 1972 · 1973 · 1974 · 1975 · 1976 · 1977 · 1978 · 1979 · 1980 · 1981 · 1982 · 1983 · 1984 · 1985 · 1986 · 1987 · 1988 · 1989 · 1990 · 1991 · 1992 · 1993 · 1994 · 1995 · 1996 · 1997 · 1998 · 1999 · 2000 · 2001 · 2002 · 2003 · 2004 · 2005 · 2006 · 2007 · 2008 · 2009 · 2010 · 2011 · 2012 · 2013 · 2014 · 2015 · 2016 · 2017 · 2018 · 2019 · 2020 · 2021 · 2022 · 2023 · 2024